# 吕利 (索恩-卢瓦尔省)
吕利（法語：Rully，法語發音：[ʁyli] ⓘ）是法国索恩-卢瓦尔省的一个市镇，属于索恩河畔沙隆区。

## 地理
吕利（46°52'31"N, 4°44'25"E）面积15.61 平方千米，位于法国勃艮第-弗朗什-孔泰大區索恩-卢瓦尔省，该省份为法国中部省份，北起顺时针与科多尔省、汝拉省、安省、罗讷省、卢瓦尔省、阿列省和涅夫勒省接壤。
与吕利接壤的市镇（或旧市镇、城区）包括：沙尼、阿吕兹、布兹龙、沙塞勒康、方丹、梅尔屈雷。

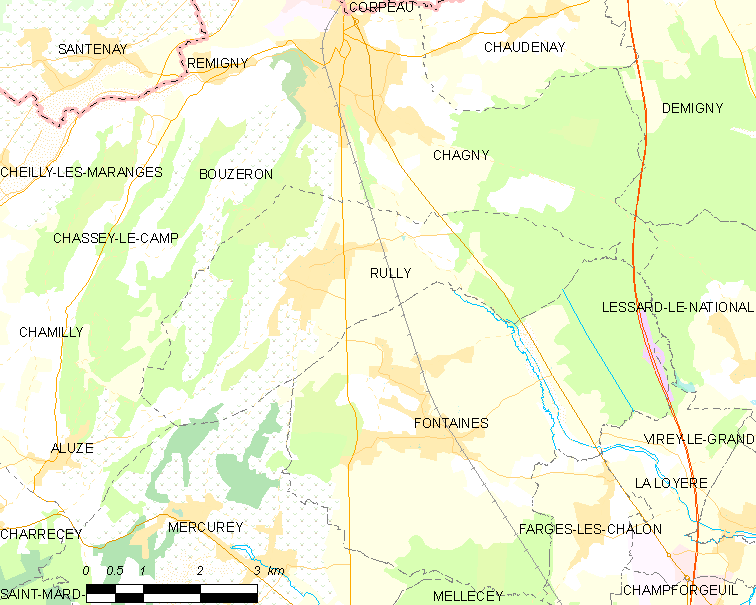
的OSM定位图

吕利的时区为UTC+01:00、UTC+02:00（夏令时）。

## 行政
吕利的邮政编码为71150，INSEE市镇编码为71378。

## 政治
吕利所属的省级选区为沙尼县。

## 人口

1962-2008年间人口变化图示

吕利于2022年1月1日时的人口数量为1581人。